# قرية حسين (مكيراس)

تعديل مصدري - تعديل

قرية حسين هي إحدى قرى عزلة مكيراس بمديرية مكيراس التابعة لمحافظة البيضاء، بلغ تعداد سكانها 173 نسمة حسب تعداد اليمن لعام 2004.